# Brunryggig bergtyrann
Brunryggig bergtyrann (Ochthoeca fumicolor) är en fågel i familjen tyranner inom ordningen tättingar.

## Utseende och läte
Brunryggig bergtyrann är en karakteristisk flugsnapparliknande fågel med ljust ögonbrynsstreck, gulbruna vingband och kanelbrun undersida. Arten liknar rostbröstad bergtyrann, men det kanelbruna på undersidan sträcker sig ner till buken och formar inte en distinkt bröstfläck. Bland lätena hörs gälla gnisslanden och vassa "dewit", ofta avgivna av paret i en blandad duett.

## Utbredning och systematik
Brunryggig bergtyrann delas in i fyra underarter med följande utbredning:
- Ochthoeca fumicolor fumicolor – förekommer i östra Anderna i Colombia och västra Venezuela (västra Táchira)
- Ochthoeca fumicolor ferruginea – förekommer i centrala och västra Anderna i Colombia (Antioquía)
- Ochthoeca fumicolor brunneifrons – förekommer i centrala och västra Anderna från Colombia till centrala Peru
- Ochthoeca fumicolor berlepschi – förekommer i Anderna från sydöstra Peru (Cusco och Puno) till västra Bolivia

Tidigare inkluderades rostbrynad bergtyrann (O. superciliosa) i arten, men urskildes 2016 som egen art av BirdLife International, 2022 av tongivande eBird/Clements och 2023 av International Ornithological Congress.

## Levnadssätt
Brunryggig bergtyrann hittas i skog och buskmarker nära eller ovan trädgränsen.

## Status
Arten har ett stort utbredningsområde och beståndet anses vara stabilt. Internationella naturvårdsunionen IUCN listar den därför som livskraftig (LC).